# Ілляш Іван Микитович
Іван Микитович Ілляш (нар. 15 лютого 1920, село Морозівка, тепер Баришівського району, Київська область — 2009, Київ) — громадський і політичний діяч, голова Тернопільського облвиконкому. Депутат Верховної Ради УРСР 5—10-го скликань.

## Біографія
З 1937 року — майстер Київського заводу «Ленінська кузня».
У 1938—1941 роках — служив у Червоній армії. Навчався у льотній військовій школі, служив командиром ланки 200-го авіаполку 40-ї Авіаційної дивізії 1-го Авіаційного корпусу Волховського фронту. Учасник німецько-радянської війни. Після важкого поранення у липні 1941 — на лікуванні, інвалід 3-ї групи.
Працював механіком на одному із заводів Свердловської області. З 1942 року — учитель, директор Бобрівської середньої школи Арамільського району Свердловської області РРФСР.
Член ВКП(б) з 1944 року.
У 1945—1947 роках — 1-й секретар Октябрського районного комітету ВЛКСМ міста Свердловська РРФСР.
У 1947—1950 роках — 1-й секретар Білоцерківського районного комітету ЛКСМУ, секретар Білоцерківського районного комітету КП(б)У Київської області.
У 1950—1952 роках — 2-й, 1-й секретар Великодедеркальського районного комітету КП(б)У Тернопільської області.
У 1952—1955 роках — слухач Вищої партійної школи при ЦК КПУ.
У 1955—1957 роках — 1-й секретар Лановецького районного комітету КПУ Тернопільської області.
У травні (затв. у червні) 1958 — травні 1971 року — 2-й секретар Тернопільського обласного комітету КПУ.
Закінчив Київський інститут народного господарства.
У травні 1971 — липні 1982 року — голова виконавчого комітету Тернопільської обласної ради народних депутатів.
З 1982 року — на пенсії в місті Києві.

## Звання
- лейтенант

## Нагороди
- орден Леніна
- три ордени Трудового Червоного Прапора
- орден Вітчизняної війни І ст.
- медалі
- Почесна грамота Президії Верховної Ради Української РСР (13.02.1970)